# Cratere Elma
Elma  è un cratere sulla superficie di Venere.